# Gare de Bir Senia
La gare de Bir Senia, ou gare de Bir-Sénia, est une ancienne gare ferroviaire algérienne située dans la commune d'El Biod, dans la wilaya de Naâma.

## Situation ferroviaire
Établie à une altitude de 1 040,450 m, la gare est située au point kilométrique (PK) 350,400 de la ligne d'Oran à Kenadsa, où elle est précédée de l'ancienne gare de Rezaïna et suivie de l'ancienne gare d'El Biod.

## Histoire
La gare est mise en service le 31 décembre 1881 lors de l'ouverture de la section du Kreider à El Biod de l'ancienne ligne à voie étroite de 1 055 mm d'Oran à Kenadsa, où elle était précédée de la gare de Rezaïna et suivie de la gare d'El Biod,,.